# Chris Weidman

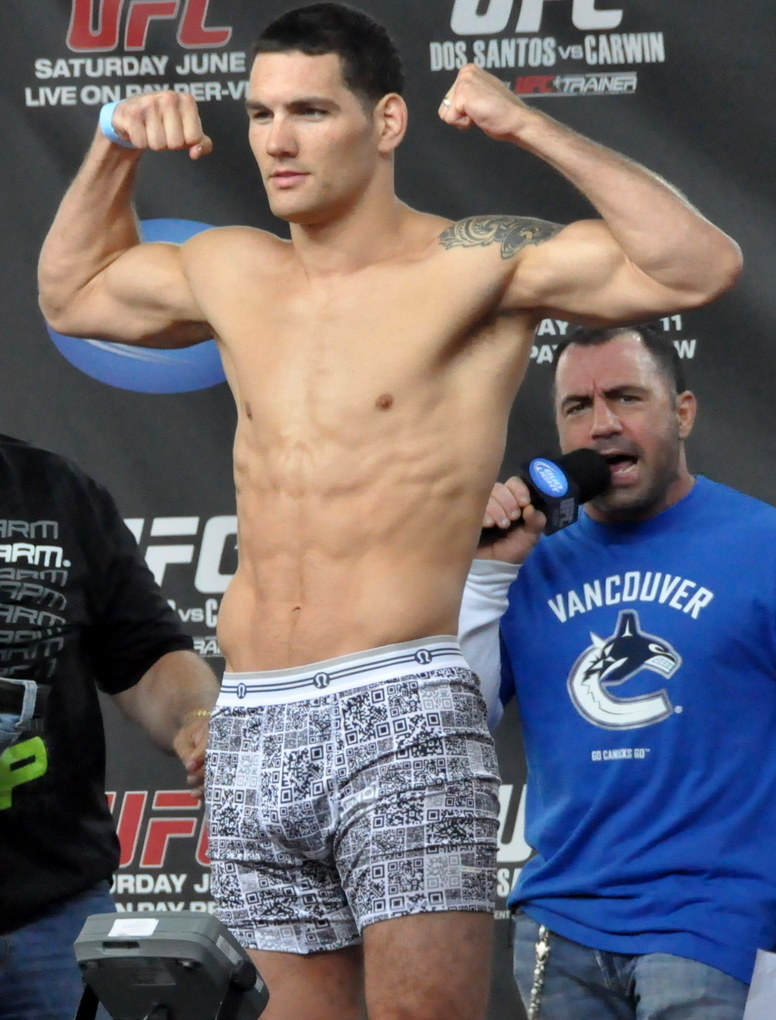
Chris Weidman, 2011

Chris Weidman (* 17. Juni 1984 in Baldwin, New York) ist ein US-amerikanischer MMA-Sportler und ehemaliger Mittelgewichtschampion der UFC.

## Leben
Am 6. Juli 2013 (UFC 162) errang Weidmann den Mittelgewichtstitel der UFC im Kampf gegen Anderson Silva durch Knockout in der 2. Runde. Im Rückkampf am 28. Dezember 2013 (UFC 168) bestätigte er seinen Titel durch erneuten Sieg in der 2. Runde. Bei der UFC 175 am 5. Juli 2014 kämpfte er gegen Lyoto Machida, diesen Kampf gewann er über die komplette Distanz von fünf Runden nach Punkten (Unanimous Decision). Bei UFC 187 am 23. Mai 2015 war Weidman erneut in der Lage seinen Titel gegen einen starken Gegner zu verteidigen, in diesem Fall Vitor Belfort, den er bereits in der ersten Runde durch TKO bezwang. Am 12. Dezember 2015 verlor er seinen Titel jedoch durch eine TKO-Niederlage an Luke Rockhold.
Nach fast einjähriger Pause kehrte Weidman am bei UFC 205 zurück, verlor jedoch gegen Yoel Romero durch Flying Knee. Darauf folgte eine weite Niederlage gegen Gegard Mousasi durch Kniestöße. Am 22. Juli 2017 konnte Weidman seine Niederlagen-Serie zunächst durch einen Sieg über Kelvin Gastelum beenden, verlor jedoch die folgenden zwei Kämpfe gegen Ronaldo Souza und Dominick Reyes durch KO.
Weidman trat am 8. August 2020 bei der UFC Fight Night 174 gegen Omari Akhmedov an. Er gewann den Kampf durch einstimmige Ringrichterentscheidung.
Ein Rückkampf gegen Uriah Hall sollte bereits am 13. Februar 2021 bei UFC 258 stattfinden, Weidman wurde jedoch wegen eines positiven COVID-19-Tests von der Veranstaltung abgezogen und der Kampf wurde abgesagt. Der Rückkampf fand bei UFC 261 am 24. April 2021 statt. Zu Beginn der ersten Runde brachen Weidmans linkes Wadenbein und Schienbein bei einem Tritt. Der Kampf wurde unmittelbar nach der Verletzung abgebrochen und Hall zum Sieger durch technischen K.O. erklärt.

## Kampfstatistik
| Ergebnis   | Kampfstatistik | Gegner          | Siegart                              | Veranstaltung                       | Datum              |
| Sieg       | 16-7           | Bruno Silva     | technische Entscheidung (Einstimmig) | UFC on ESPN: Blanchfield vs. Fiorot | 30. März 2024      |
| Niederlage | 15-7           | Brad Tavares    | Entscheidung (Einstimmig)            | UFC 292:Sterling vs. O'Malley       | 19. August 2023    |
| Niederlage | 15-6           | Uriah Hall      | TKO (Beinverletzung)                 | UFC 261: Usman vs. Masvidal 2       | 24. April 2021     |
| Sieg       | 15-5           | Omari Akhmedov  | Entscheidung (Einstimmig)            | UFC Fight Night: Lewis vs. Oleinik  | 8. August 2019     |
| Niederlage | 14-5           | Dominick Reyes  | KO (Schlag)                          | UFC on ESPN: Reyes vs. Weidman      | 18. Oktober 2019   |
| Niederlage | 14-4           | Ronaldo Souza   | KO (Schlag)                          | UFC 230: Cormier vs. Lewis          | 3. November 2018   |
| Sieg       | 14-3           | Kelvin Gastelum | Aufgabe (Arm-Triangle Choke)         | UFC on Fox 25: Weidman vs. Gastelum | 22. Juli 2017      |
| Niederlage | 13-3           | Gegard Mousasi  | TKO (Kniestöße)                      | UFC 210: Cormier vs. Johnson 2      | 8. April 2017      |
| Niederlage | 13-2           | Yoel Romero     | KO (Flying Knee)                     | UFC 205: Alvarez vs. McGregor       | 12. November 2016  |
| Niederlage | 13-1           | Luke Rockhold   | TKO (Schläge)                        | UFC 194: Aldo vs. McGregor          | 12. Dezember 2015  |
| Sieg       | 13-0           | Vitor Belfort   | TKO (Schläge)                        | UFC 187: Johnson vs. Cormier        | 23. Mai 2015       |
| Sieg       | 12-0           | Lyoto Machida   | Entscheidung (Einstimmig)            | UFC 175: Weidman vs. Machida        | 5. Juli 2014       |
| Sieg       | 11-0           | Anderson Silva  | TKO (Beinverletzung)                 | UFC 168: Weidman vs. Silva 2        | 28. Dezember 2013  |
| Sieg       | 10-0           | Anderson Silva  | KO (Schlag)                          | UFC 162: Silva vs. Weidman          | 6. Juli 2013       |
| Sieg       | 9-0            | Mark Munoz      | KO (Ellenbogen)                      | UFC on Fuel TV 4: Munoz vs. Weidman | 11. Juli 2012      |
| Sieg       | 8-0            | Demian Maia     | Entscheidung (Einstimmig)            | UFC on Fox 2: Evans vs. Davis       | 28. Januar 2012    |
| Sieg       | 7-0            | Tom Lawlor      | Submission (Brabo Choke)             | UFC 139: Shogun vs. Henderson       | 19. November 2011  |
| Sieg       | 6-0            | Jesse Bongfeldt | Submission (Guillotine Choke)        | UFC 131: Dos Santos vs. Carwin      | 11. Juni 2011      |
| Sieg       | 5-0            | Alessio Sakara  | Entscheidung (Einstimmig)            | UFC Live 3: Sanchez vs. Kampmann    | 3. März 2011       |
| Sieg       | 4-0            | Valdir Araujo   | Entscheidung (Einstimmig)            | ROC 33: Ring of Combat 33           | 3. Dezember 2010   |
| Sieg       | 3-0            | Uriah Hall      | TKO (Schläge)                        | ROC 31: Ring of Combat 31           | 24. September 2010 |
| Sieg       | 2-0            | Mike Stewart    | TKO (Schläge)                        | ROC 24: Ring of Combat 24           | 17. April 2009     |
| Sieg       | 1-0            | Reubem Lopes    | Submission (Kimura)                  | ROC 23: Ring of Combat 23           | 20. Februar 2009   |

## Belege
1. ↑  Oliver Copp: UFC 168 in Las Vegas. In: spox.com. 29. Dezember 2013, abgerufen am 29. Februar 2024.
2. ↑  Weidman und Rousey verteidigen Titel SPOX.com
3. ↑  Chris Taylor: UFC Vegas 6 Results: Chris Weidman defeats Omari Akhmedov (Highlights) | BJPenn.com. In: | BJPenn.com. 9. August 2020, abgerufen am 25. April 2021 (amerikanisches Englisch).
4. ↑  Sources: Weidman-Hall now off due to COVID. 29. Januar 2021, abgerufen am 25. April 2021 (englisch).
5. ↑  Jay Anderson: UFC 261 Results: Chris Weidman Suffers Silva-Style Broken Leg Against Uriah Hall. In: Cageside Press. 24. April 2021, abgerufen am 25. April 2021 (amerikanisches Englisch).
6. ↑  Chris Weidman in der Datenbank von Sherdog (englisch), abgerufen am 26. Mai 2015.

| Personendaten    | Personendaten                  |
| ---------------- | ------------------------------ |
| NAME             | Weidman, Chris                 |
| KURZBESCHREIBUNG | US-amerikanischer MMA-Sportler |
| GEBURTSDATUM     | 17. Juni 1984                  |
| GEBURTSORT       | Baldwin, New York              |